# Nebnica (kost)
Nebnica (latinsko os palatinum) je parna lobanjska kost, sestavljena iz dveh ploščic. Navpična ploščica (lamina perpendicularis) je del stranske stene nosne votline. Vodoravna ploščica sestavlja zadajšnjo četrtino trdega neba oziroma dno nosne votline.